# Sajóvámos
Sajóvámos ist eine ungarische Gemeinde im Kreis Miskolc im Komitat Borsod-Abaúj-Zemplén.

## Geografische Lage
Sajóvámos liegt in Nordungarn, neun Kilometer nordöstlich des Zentrums der Kreisstadt und des Komitatssitzes Miskolc an dem Fluss Kis-Sajó, einem Nebenfluss des stark mäandrierenden Flusses Sajó im Tiefland der Theiß. Nachbargemeinden sind Sajósenye, Sajópálfala. Sajókeresztúr und Szirmabesenyő.

## Geschichte
Im Jahr 1913 gab es in der damaligen Kleingemeinde 353 Häuser und 1764 Einwohner auf einer Fläche von 5425 Katastraljochen. Sie gehörte zu dieser Zeit zum Bezirk Miskolcz im Komitat Borsod.

## Gemeindepartnerschaften
- Mýtne Ludany, Slowakei

## Sehenswürdigkeiten

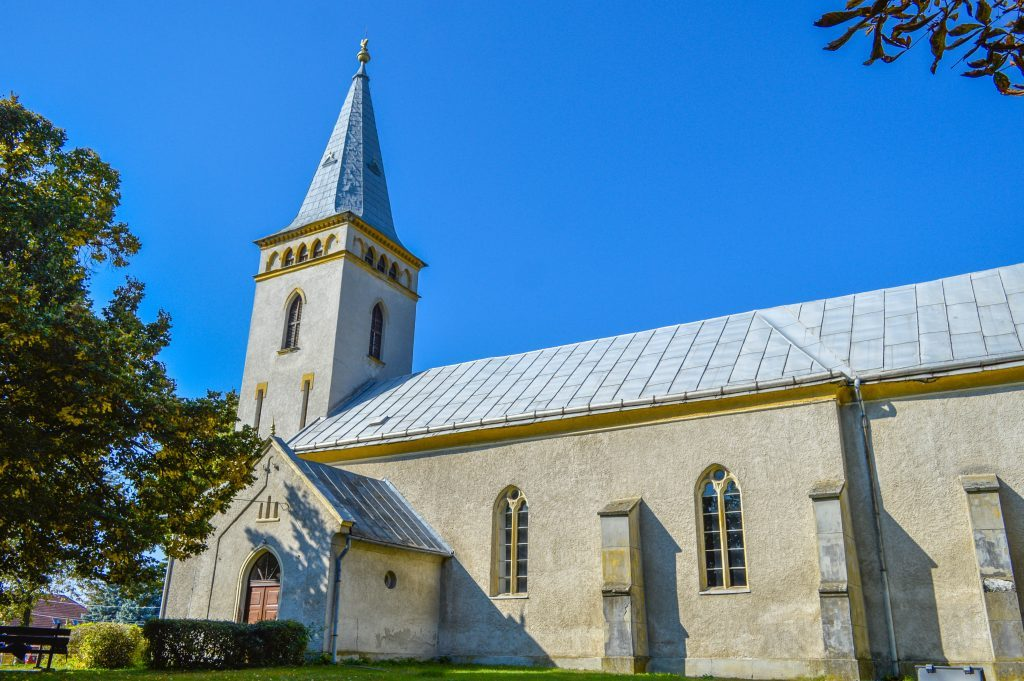
Griechisch-katholische Kirche 12 apostol, erbaut 1984
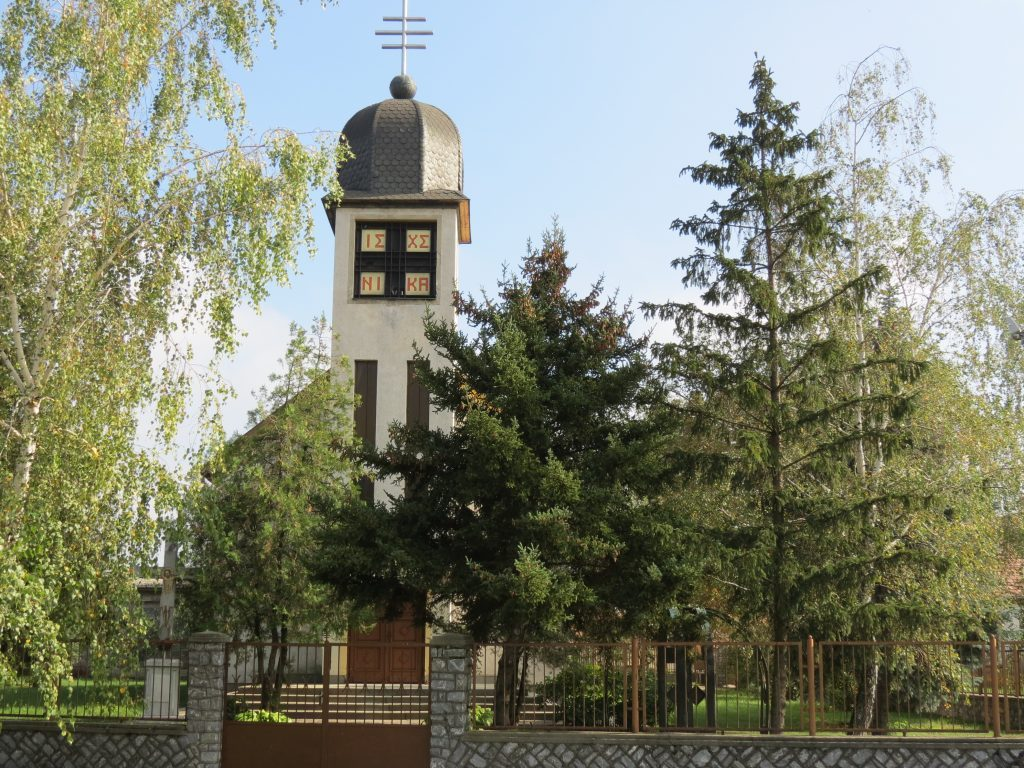
Griechisch-katholische Kirche 12 apostol

- 1956er-Denkmal, erschaffen von Péter Szanyi
- Reformierte Kirche
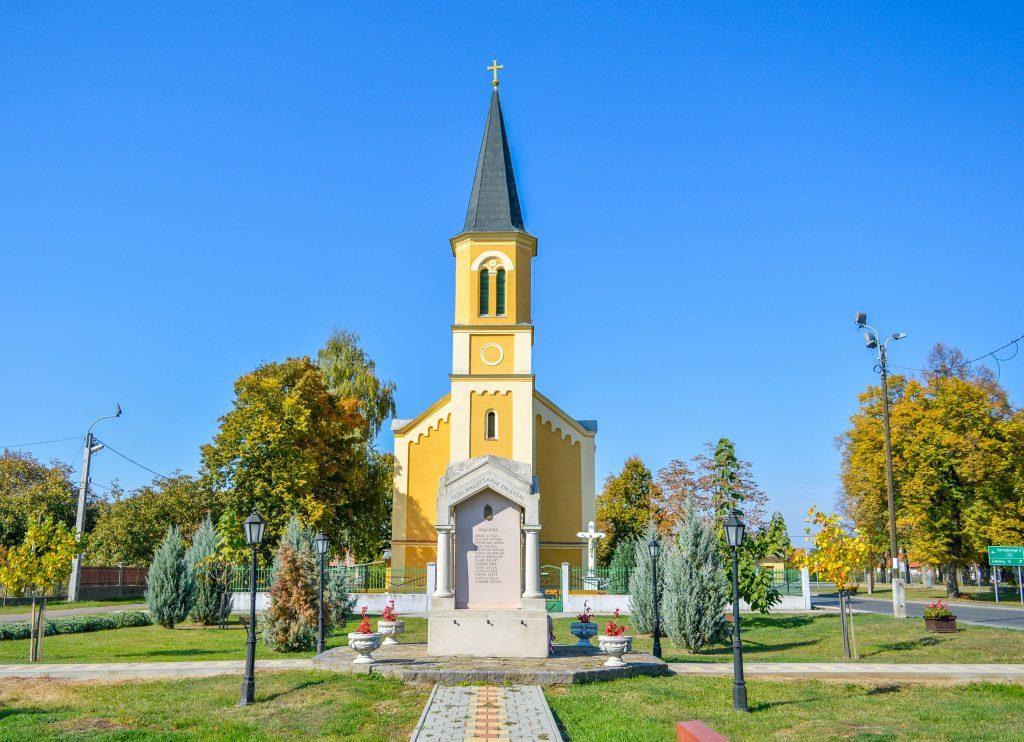
Römisch-katholische Kirche Szűz Mária Neve,  erbaut 1887
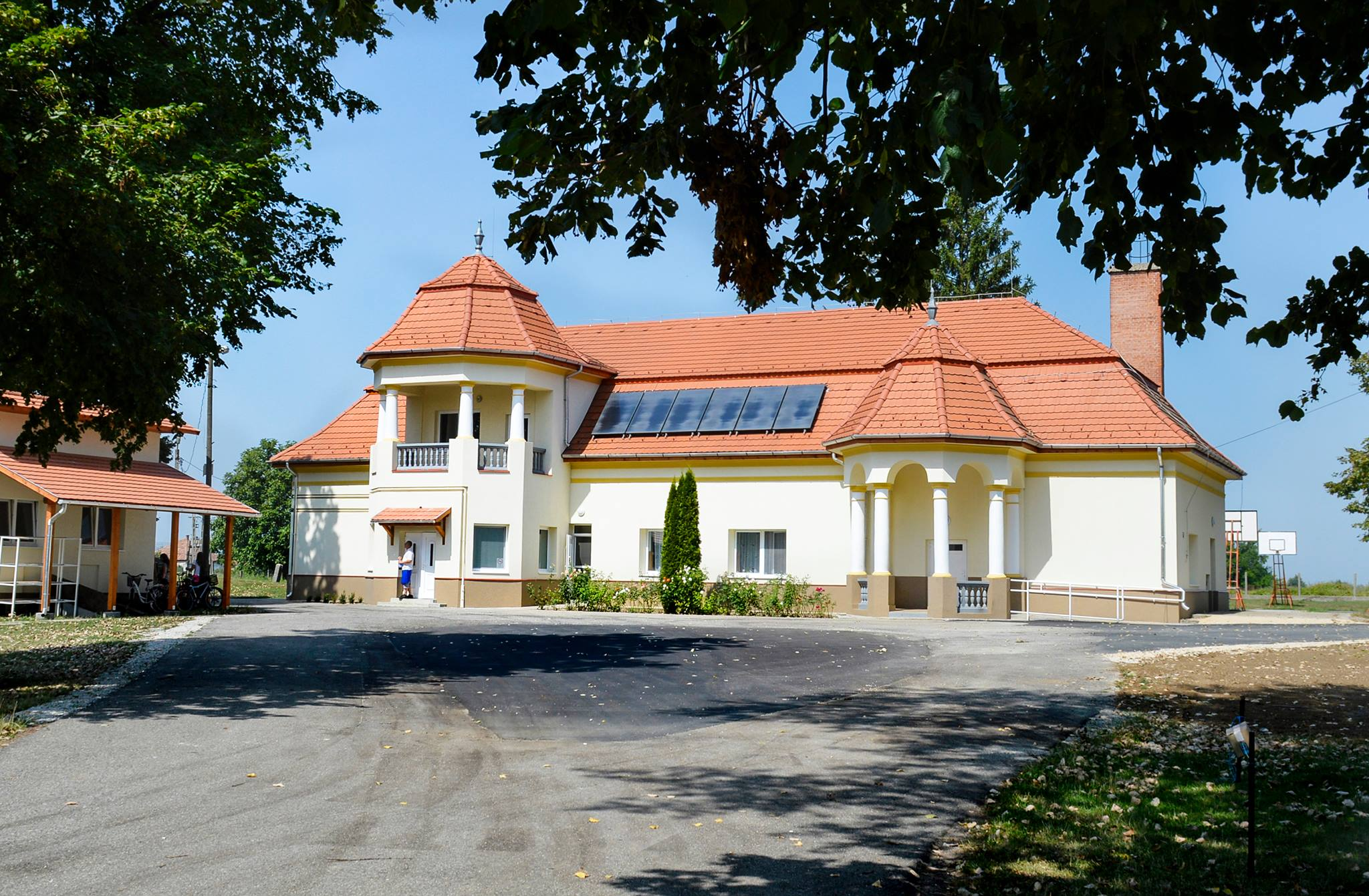
Schloss Szőke
- Weltkriegsdenkmal

- Reformierte Kirche
- Griechisch-katholische Kirche 12 apostol
- Römisch-katholische Kirche Szűz Mária Neve
- Schloss Szőke

## Verkehr
In Sajóvámos treffen die Landstraßen Nr. 2617 und Nr. 2619 aufeinander. Es bestehen Busverbindungen nach Sajósenye, über Szirmabesenyő nach Miskolc sowie über Sajópálfala nach Arnót. Der nächstgelegene Bahnhof befindet sich südwestlich in Szirmabesenyő.